# Inversie (chromosomen)

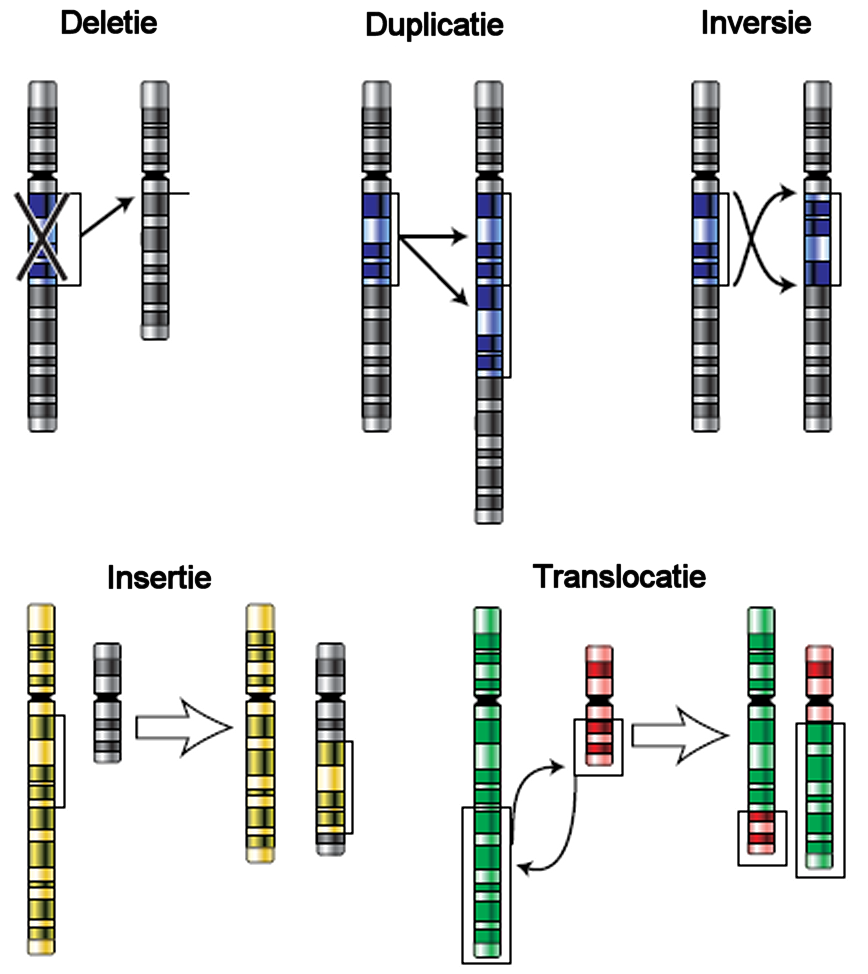
Verschillende soorten mutaties: deletie, duplicatie, inversie, insertie, translocatie

Inversie is een mutatie (meer specifiek: een segmentmutatie) waarbij omdraaiing van een gedeelte van een chromosoom is opgetreden. 

## Typen inversies
Er worden twee soorten inversies onderscheiden:
- Paracentrische, waarbij het centromeer niet betrokken is en beide breuken in dezelfde chromosoomarm optreden.
- Pericentrische, waarbij het centromeer betrokken is, doordat in beide chromosoomarmen een breuk optreedt.

Inversies leiden meestal niet tot genetische afwijkingen zolang er bij de omkering geen genetische informatie verloren is gegaan. 

## De mens
De meest voorkomende inversie bij de mens is die op chromosoom 9 op inv(9)(p11q12). Deze inversie heeft in het algemeen geen schadelijke gevolgen, maar er is enig bewijs dat deze inversie kan leiden tot een miskraam bij 30% van de echtparen met deze inversie.
Bij nakomelingen van inversiedragers kan echter wel een onbalans van chromosomen optreden.